# 阿普伊
07°11′49″S 59°53′27″W / 7.19694°S 59.89083°W
阿普伊（葡萄牙語：Apuí）是巴西的城鎮，位於該國北部，由亞馬遜州負責管轄，始建於1987年12月30日，面積54,240平方公里，2014年人口20,258，人口密度每平方公里0.37人。